# グリンパティックシステム
グリンパティックシステム（英: glymphatic system）は、脊椎動物の中枢神経系において代謝老廃物の除去を担う器官系である。脳室の脈絡叢から分泌される脳脊髄液（CSF）が動脈周囲の傍血管腔を経て脳内に流入し、間質液と混和したのち、静脈周囲の経路から再びくも膜下腔に排出されるとされる。
この経路は、動脈の拍動によって駆動される傍動脈性の流入機構と、睡眠中に細胞外隙の拡大・収縮に伴い抵抗が変化することで調節される流路から成る。老廃物や余分な細胞外液の除去は、アストロサイトに発現する水チャネルアクアポリン4（AQP4）を介したバルクフローによって促進される。
「グリンパティック」という名称は、グリア細胞と末梢リンパ系に由来し、この経路の類似性と依存性を示すものとして神経科学者マイケン・ネデルゴーによって提唱された。

## 構造と機能
2012年の研究で、2光子励起顕微鏡を用いた観察により、脳脊髄液が動脈周囲から迅速に脳内へ入り、間質液と交換されることが示された。同様に、静脈周囲を通じて老廃物が排出される。アストロサイトの終足突起に局在するAQP4は、こうした流路の効率を高める中心的役割を果たす。AQP4を欠損したマウスでは、間質性溶質の除去効率が70%低下することが示されている。

### 睡眠と老廃物除去
2013年に発表された研究では、徐波睡眠中に細胞外隙の体積が約60％拡大し、覚醒時に比べて老廃物の除去が顕著に促進されることが確認された。これは青斑核からのノルアドレナリン放出が低下し、血管の緩やかな収縮運動（バソモーション）がグリンパティック流を駆動するためである。この現象は、睡眠の回復機能や認知機能の維持と深く関係していると考えられている。

#### 40Hzの刺激によるグリンパティックシステムの活性化
2024年2月にマサチューセッツ工科大学のリー・フエイ・ツァイ（Li-Huei Tsai）らの研究グループが、睡眠中のマウスに40ヘルツの音と光の刺激を与えるとグリンパティックシステムの老廃物排出が促進され、アミロイドβの除去促進やアクアポリン4の偏在化増加などを伴う効果が認められることを「ネイチャー」に報告した。

## 臨床的意義
アルツハイマー病ではアミロイドβの沈着が特徴であるが、AQP4を欠損したマウスではアミロイドβの排出が約55%低下する。このことから、適切なグリンパティック機能が病態進行を抑制する可能性があるとされる。他の神経変性疾患、たとえばパーキンソン病やハンチントン病、筋萎縮性側索硬化症（ALS）でも老廃物蓄積との関連が示唆されている。
また脳梗塞やくも膜下出血など急性脳障害後には、傍血管腔に血液や浮腫が生じ、グリンパティック循環が障害される。MRI研究によりこれが確認されており、組織プラスミノーゲン活性化因子の髄腔内投与によって改善が報告されている。

## 歴史
脳脊髄液の存在は古代のヒポクラテスやガレノスが記録していたが、近代的な発見者としては18世紀のエマヌエル・スヴェーデンボリが知られる。2015年には硬膜リンパ管の存在が報告され、グリンパティックシステムとの連続性が明らかになった。